# Amruthagiri, Tumkur
Amruthagiri là một làng thuộc tehsil Tumkur, huyện Tumkur, bang Karnataka, Ấn Độ.